# Yport
Yport est une commune française située dans le département de la Seine-Maritime en région Normandie.

## Géographie

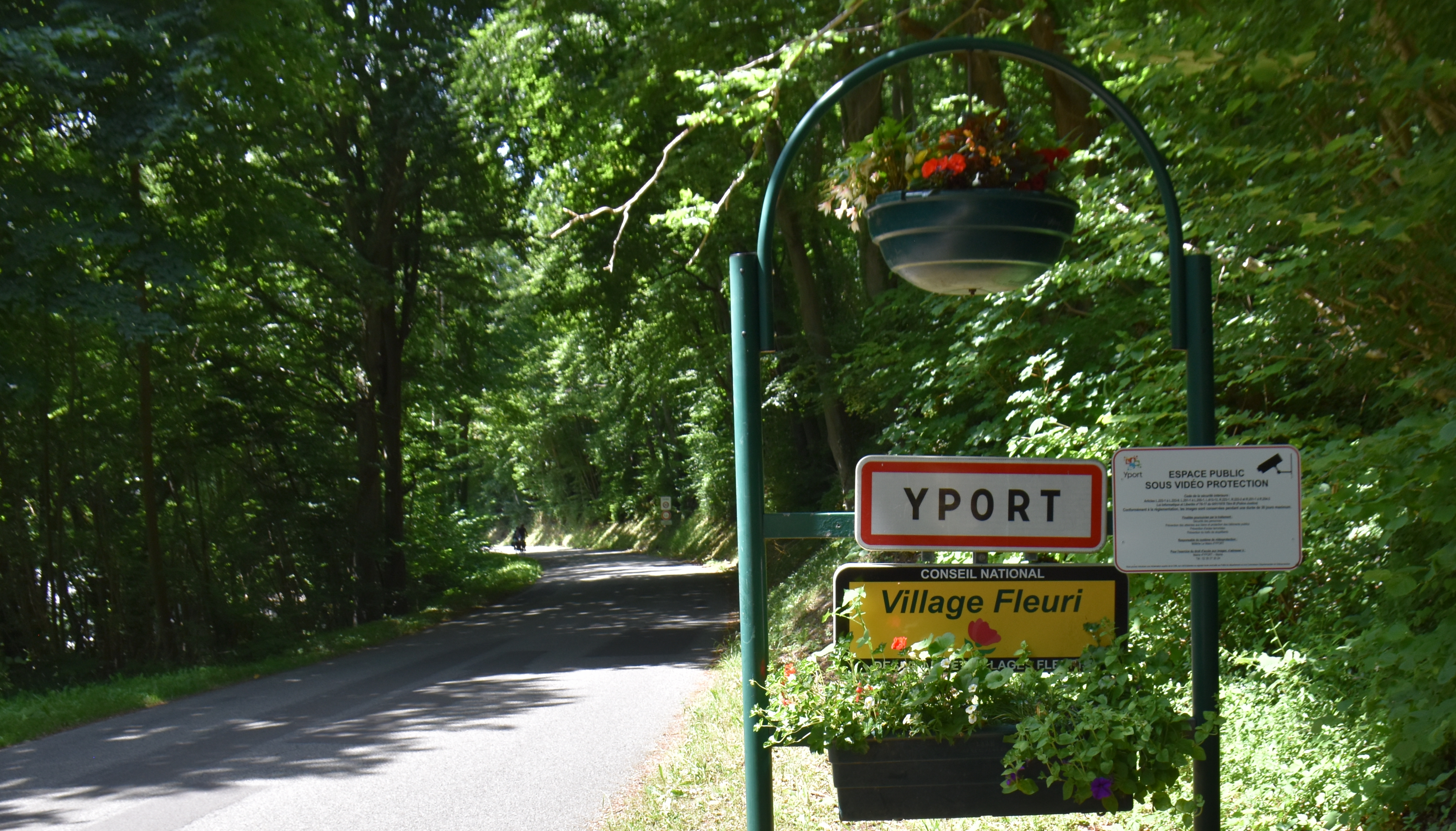
Une entrée de la commune.

### Description

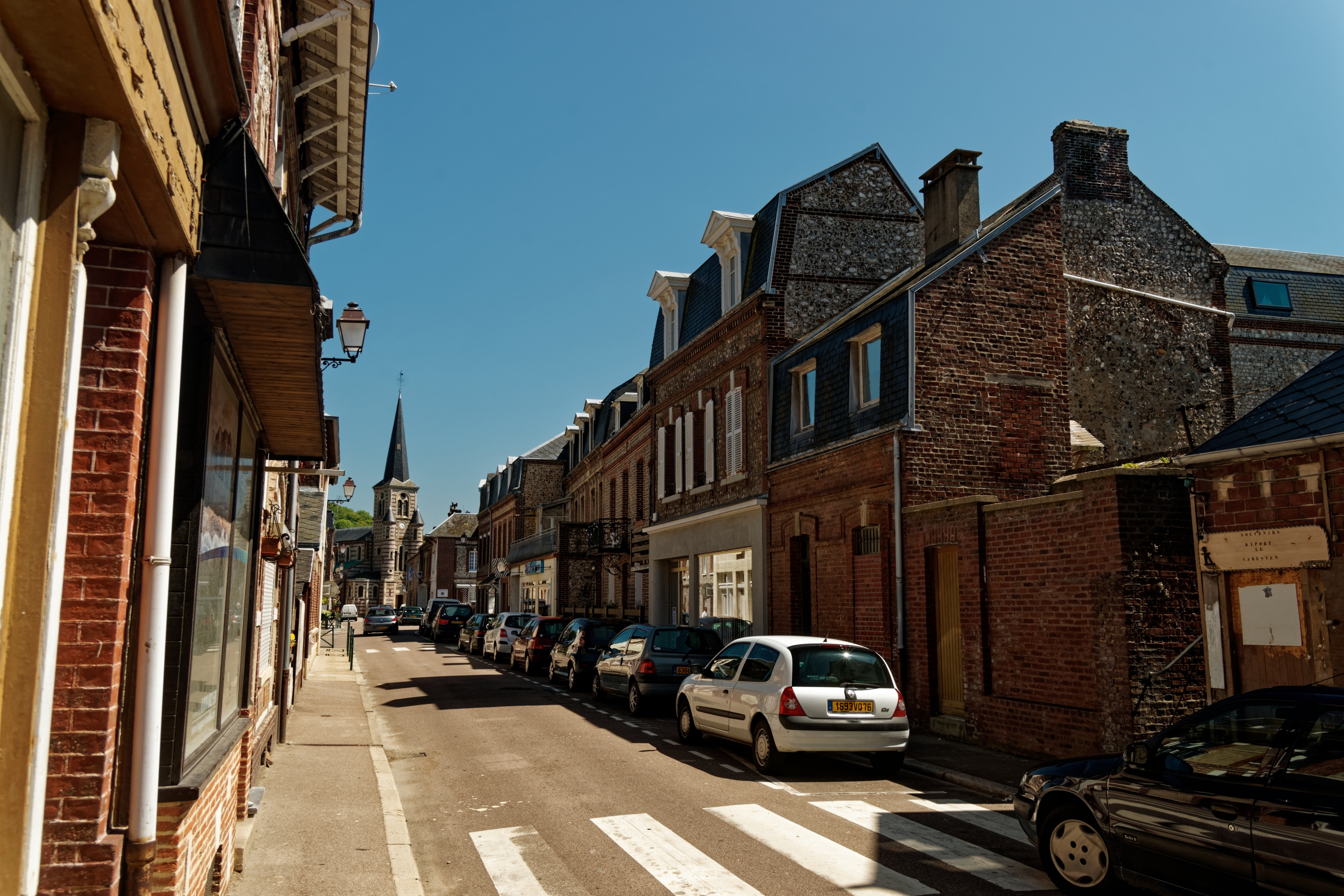
La rue Alfred-Nunés (dans le fond l'église du village).

Yport est une commune littorale normande située à une trentaine de kilomètres au nord-est du Havre, sur le littoral de la Manche.
La commune est desservie plusieurs fois par jour par la ligne de bus régionale no 24 reliant Le Havre à Fécamp.

### Communes limitrophes
| Saint-Léonard | Manche        | Criquebeuf-en-Caux |
| Saint-Léonard | Yport         | Criquebeuf-en-Caux |
| Saint-Léonard | Saint-Léonard | Saint-Léonard      |

### Géologie et relief
Yport se situe en zone de sismicité 1 (sismicité très faible).

### Hydrographie
La commune est située dans le bassin Seine-Normandie. Elle n'est drainée par aucun cours d'eau,.
A quelques centaines de mètres à l’est de la plage d’Yport sur l’estran se trouvent des résurgences d’eau douce de type karstiques. Elle sont appelées « Fontaines d’Yport » et sont visibles à marée basse.

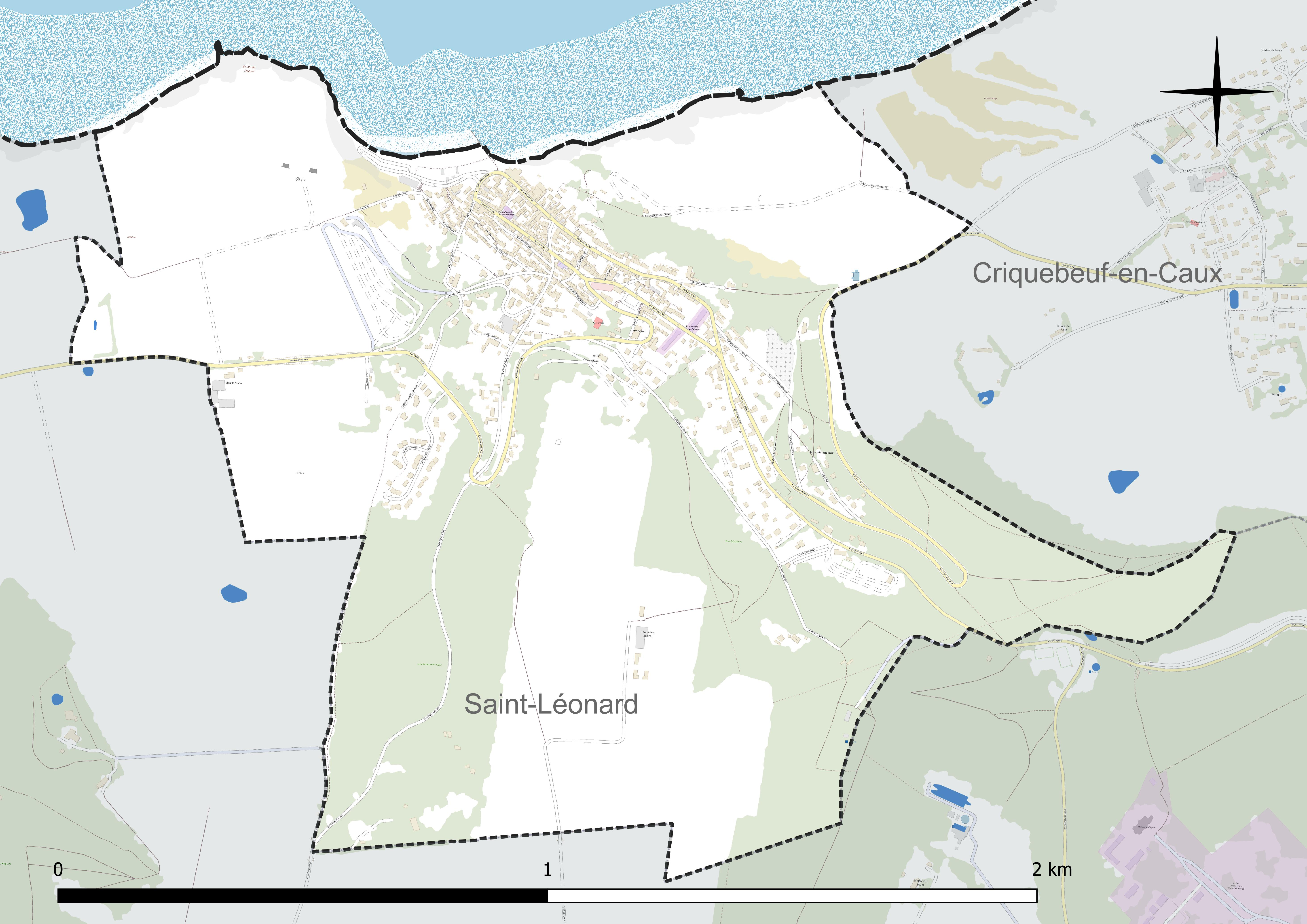
Réseau hydrographique d'Yport.

### Climat
Pour des articles plus généraux, voir Climat de la Normandie et Climat de la Seine-Maritime.
En 2010, le climat de la commune est de type climat océanique franc, selon une étude du CNRS s'appuyant sur une série de données couvrant la période 1971-2000. En 2020, Météo-France publie une typologie des climats de la France métropolitaine dans laquelle la commune est exposée à un climat océanique et est dans la région climatique Côtes de la Manche orientale, caractérisée par un faible ensoleillement (1 550 h/an) ; forte humidité de l’air (plus de 20 h/jour avec humidité relative > 80 % en hiver), vents forts fréquents. Parallèlement le GIEC normand, un groupe régional d’experts sur le climat, différencie quant à lui, dans une étude de 2020, trois grands types de climats pour la région Normandie, nuancés à une échelle plus fine par les facteurs géographiques locaux. La commune est, selon ce zonage, exposée à un « climat maritime », correspondant au Pays de Caux, frais, humide et pluvieux, légèrement plus frais que dans le Cotentin.
Pour la période 1971-2000, la température annuelle moyenne est de 10,7 °C, avec une amplitude thermique annuelle de 11,8 °C. Le cumul annuel moyen de précipitations est de 886 mm, avec 12,4 jours de précipitations en janvier et 8,3 jours en juillet. Pour la période 1991-2020, la température moyenne annuelle observée sur la station météorologique la plus proche, située sur la commune de Octeville-sur-Mer à 25 km à vol d'oiseau, est de 11,5 °C et le cumul annuel moyen de précipitations est de 790,7 mm,. Pour l'avenir, les paramètres climatiques de la commune estimés pour 2050 selon différents scénarios d’émission de gaz à effet de serre sont consultables sur un site dédié publié par Météo-France en novembre 2022.

## Urbanisme

### Typologie
Au 1er janvier 2024, Yport est catégorisée commune rurale à habitat dispersé, selon la nouvelle grille communale de densité à sept niveaux définie par l'Insee en 2022.
Elle est située hors unité urbaine. Par ailleurs la commune fait partie de l'aire d'attraction de Fécamp, dont elle est une commune de la couronne,. Cette aire, qui regroupe 26 communes, est catégorisée dans les aires de moins de 50 000 habitants,.
La commune, bordée par la Manche, est également une commune littorale au sens de la loi du 3 janvier 1986, dite loi littoral. Des dispositions spécifiques d’urbanisme s’y appliquent dès lors afin de préserver les espaces naturels, les sites, les paysages et l’équilibre écologique du littoral, tel le principe d'inconstructibilité, en dehors des espaces urbanisés, sur la bande littorale des 100 mètres, ou plus si le plan local d’urbanisme le prévoit.

### Occupation des sols
L'occupation des sols de la commune, telle qu'elle ressort de la base de données européenne d’occupation biophysique des sols Corine Land Cover (CLC), est marquée par l'importance des territoires agricoles (47,5 % en 2018), une proportion identique à celle de 1990 (47,5 %). La répartition détaillée en 2018 est la suivante :
terres arables (47,5 %), forêts (34 %), zones urbanisées (16,6 %), zones humides côtières (1,9 %). L'évolution de l’occupation des sols de la commune et de ses infrastructures peut être observée sur les différentes représentations cartographiques du territoire : la carte de Cassini (XVIIIe siècle), la carte d'état-major (1820-1866) et les cartes ou photos aériennes de l'IGN pour la période actuelle (1950 à aujourd'hui).

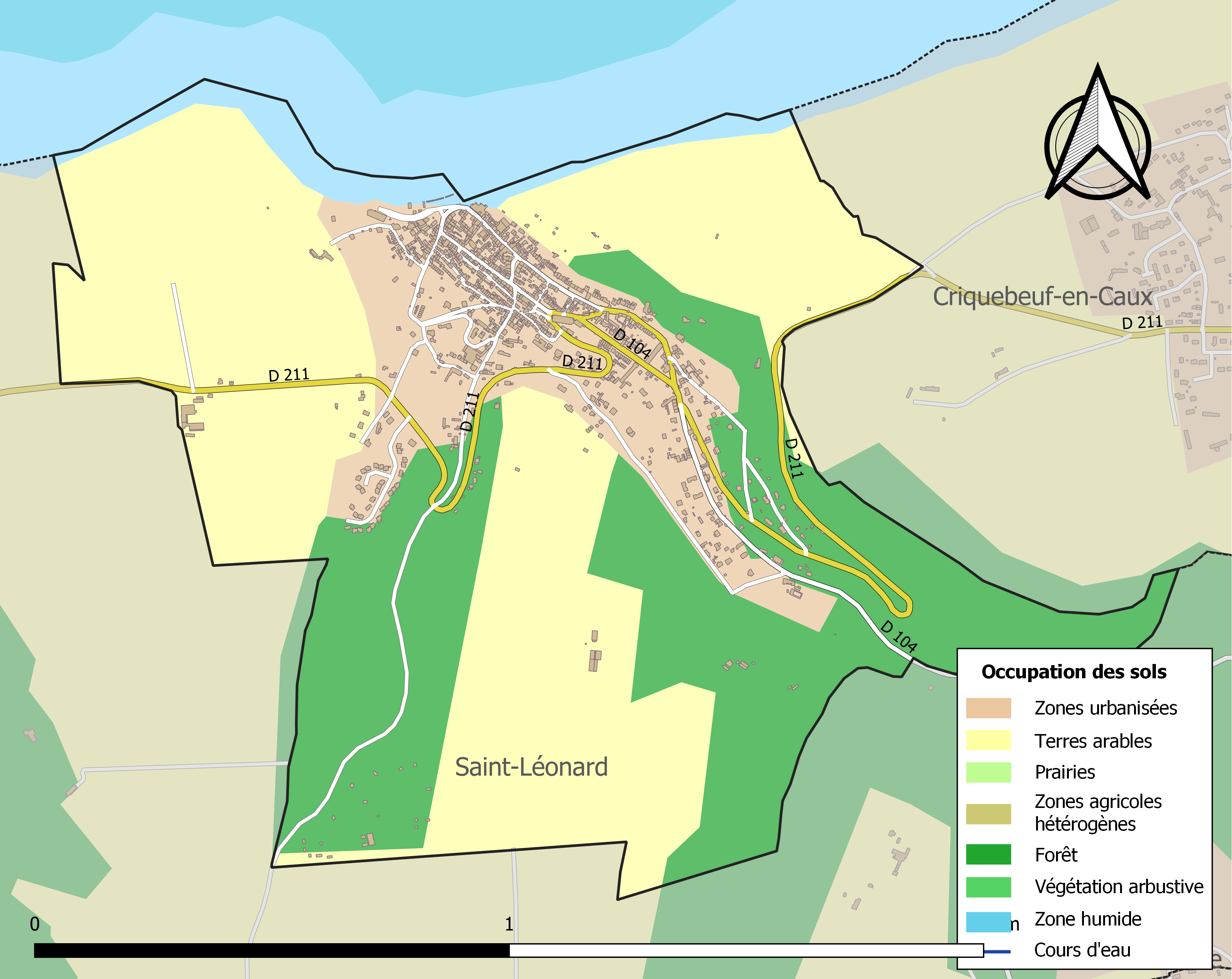
Carte des infrastructures et de l'occupation des sols de la commune en 2018 (CLC).

## Toponymie
Le nom de la localité est mentionné sous les formes Isport en 1217 puis vers 1262 ; Ipport en 1461-62 ; et enfin Yport en 1552.
Le second élément -port vient bien du français port qui désigne bien un port comme l'atteste d'ailleurs la notation de 1217 : portus de Isport « port d'Yport ».
Le premier élément est peut-être un anthroponyme comme dans Vatteport (Vateport 1616) à Vatteville (Eure, Watevilla 1086). Cependant, les formes sont peu anciennes et pas assez caractérisées pour révéler la nature de l'élément Is- récurrent jusqu'au XVIe siècle. Il y a en effet plusieurs possibilités : la Haute-Normandie est caractérisée par un phénomène secondaire qui affecte le groupe Wi- initial qui se réduit à I- / Y- dès le XIIIe siècle. D'autre part, le second élément des noms de personnes germaniques occidentaux et nordiques a tendance à s'amuïr devant un appellatif toponymique, comme ici -port. Un composé de type scandinave *Isulfr / Ísólfr / Ísolfr pourrait convenir, en admettant une chute précoce de l'élément -ou dans *Isouport > *Iseport > Isport, bien que cet anthroponyme ne semble pas attesté ailleurs en Normandie. Cette chute de la finale -ou (< -olfr / ulfr) est possible au début du XIIIe siècle cf. Gonneville-sur-Dives (Gunnolvilla en 1135 ; Gonnouvilla en 1198 ; Gonnevilla au XIVe siècle), sur nom de personne norrois Gunnulfr/ Gunnólfr.

## Histoire

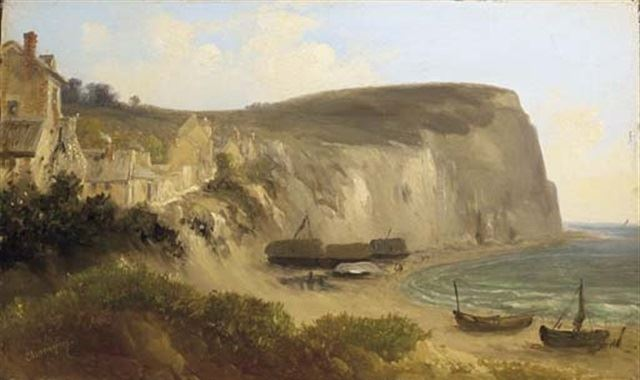
Jean-Jacques Champin (1798-1860), Falaises d'Yport.

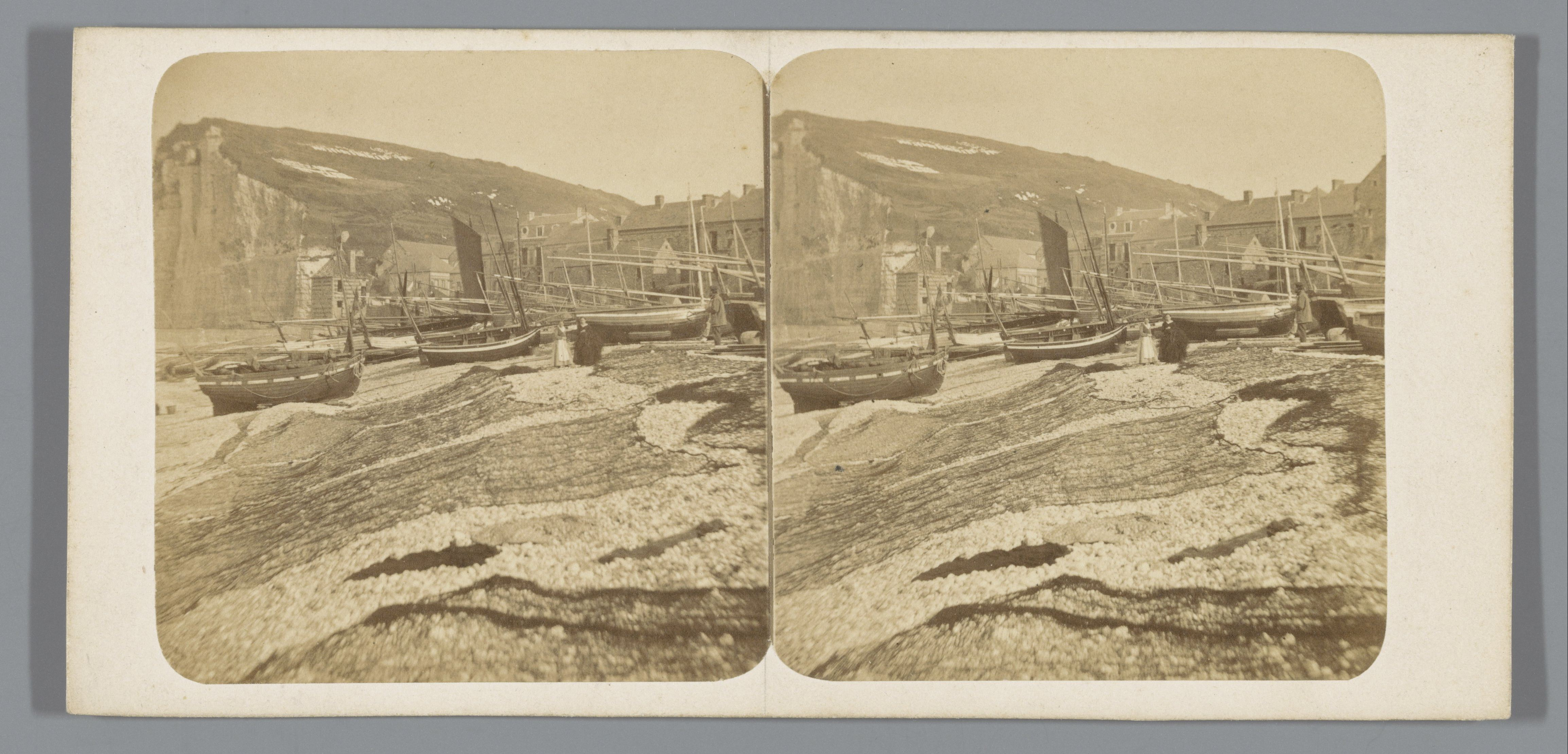
Stéréophoto de la grève, entre 1860 et 1880.

Le site fut probablement occupé durant la période néolithique. Il fut habité, après le IVe siècle av. J.-C., par les Calètes.
Durant l'époque romaine, une voie romaine reliant Fécamp à Étretat passait à l’actuel lieu-dit du Fond Pitron, d'où partait une bifurcation vers le village. L'actuelle D 940 a repris le tracé de cette voie romaine. La présence d'indigènes gallo-romains a été établie par différentes fouilles archéologiques mais rien ne prouve que l'habitat était permanent et il s'agissait peut-être seulement d'un site de pêche.
L'habitat permanent à Yport n'est avéré qu'à partir du haut Moyen Âge sous le nom de Isport. Le village dépend alors de Criquebeuf-en-Caux, où se trouvaient l'église, le cimetière et l'école, à deux kilomètres d'Yport.
Ce n'est qu'au XIXe siècle que la commune d'Yport existera en tant que telle, avec notamment la construction de l'église. La commune d'Yport est créée officiellement le 1er janvier 1843 et son premier maire est Jean-Baptiste Feuilloley.
Le XIXe siècle marque aussi le début de l'essor de la pêche qui entraîne l'arrivée de nouveaux habitants. La population atteint 1 800 habitants. Le front de mer évolue beaucoup durant cette période : rampe en 1842, épi en 1858, chenal en 1873, corps de garde (détruit en 1905), plate-forme d'artillerie. Port d’échouage, le front de mer est marqué par la présence de cabestans, de caïques et de caloges (anciennes caïques renversées servant de réserve).

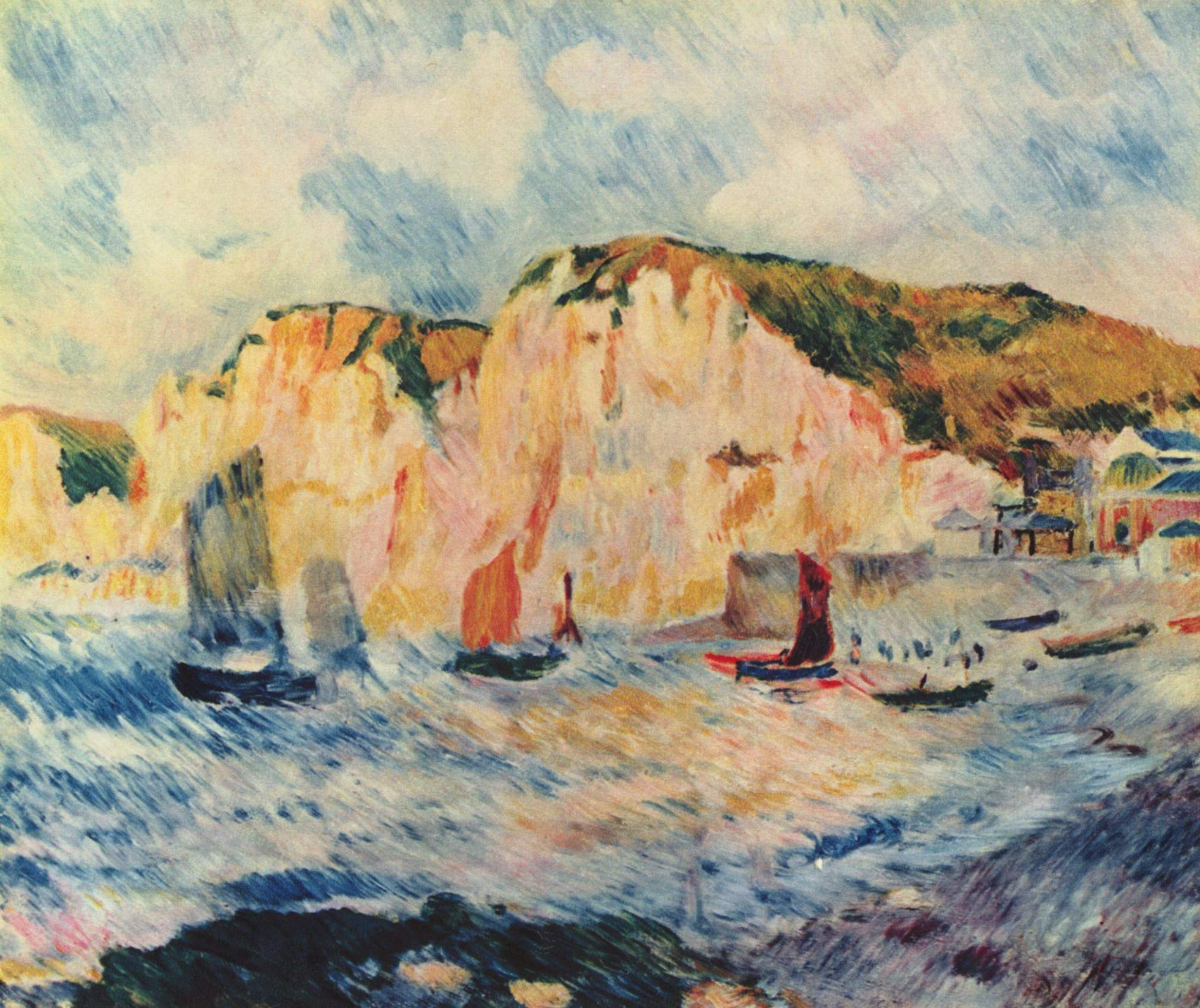
Pierre-Auguste Renoir, Mer et bateaux, 1883, Metropolitan Museum of Art, New York.

C'est aussi au XIXe siècle que la mode des bains apparaît, et Yport n'y échappe pas.
En 1849 puis en 1884, le village est touché par une épidémie de choléra.
Actuellement, si la pêche a disparu, comme partout sur la Côte d'Albâtre (les dernières caïques sont désarmées dans les années soixante) l'aspect du village n'a que très peu changé. Seul le front de mer a subi de notables évolutions avec la construction du Casino Groupe Tranchant, et de l'activité liée au tourisme estival. Un grand parking a remplacé les caloges.
Yport avait son propre idiome, quasiment éteint à l’heure actuelle, mais qui se caractérisait par une grande différence avec celui parlé à Fécamp.

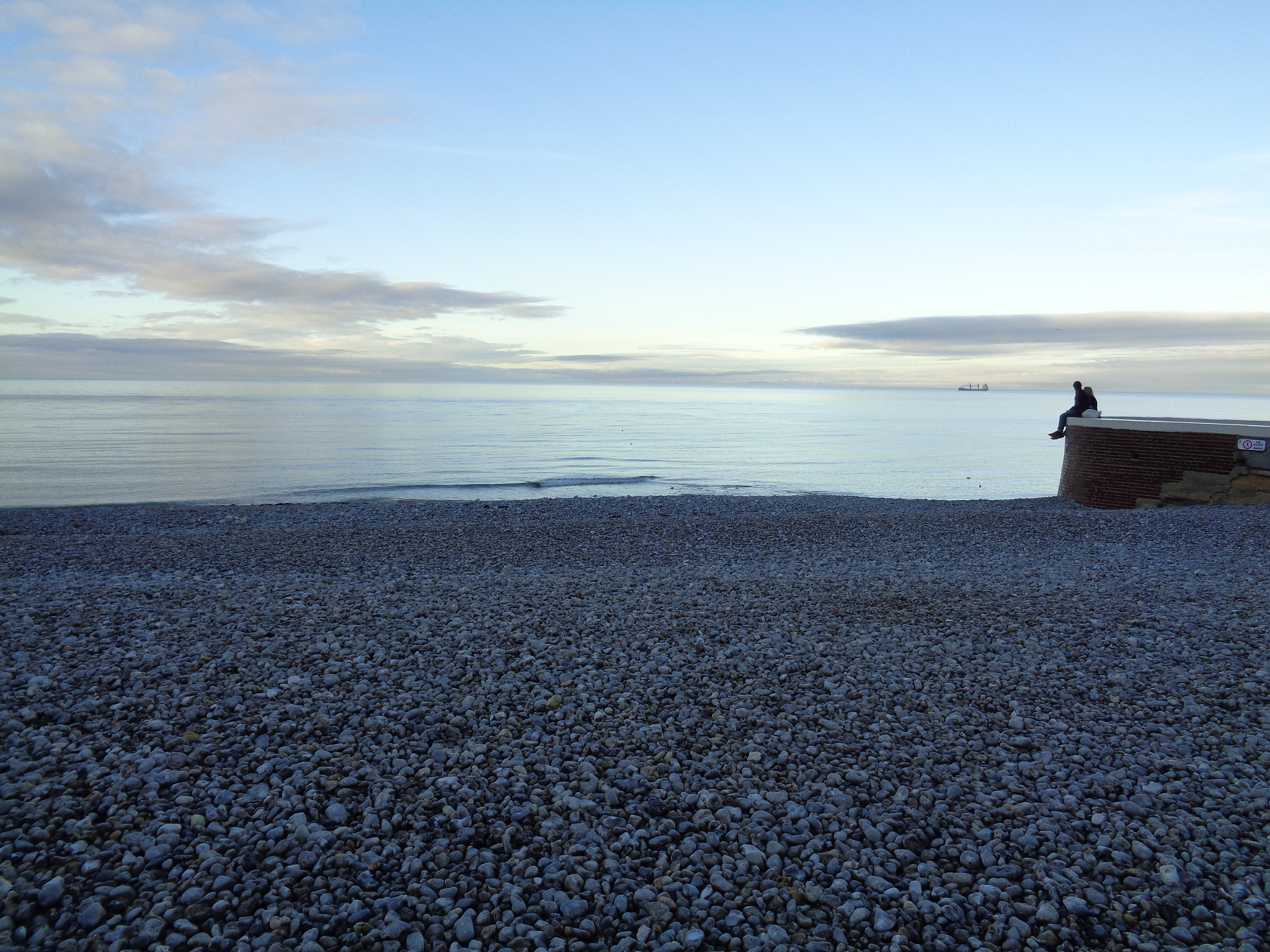
Amoureux sur la grève au crépuscule.

## Population et société

### Démographie
L'évolution du nombre d'habitants est connue à travers les recensements de la population effectués dans la commune depuis 1846. Pour les communes de moins de 10 000 habitants, une enquête de recensement portant sur toute la population est réalisée tous les cinq ans, les populations de référence des années intermédiaires étant quant à elles estimées par interpolation ou extrapolation. Pour la commune, le premier recensement exhaustif entrant dans le cadre du nouveau dispositif a été réalisé en 2004.

En 2022, la commune comptait 701 habitants, en évolution de −15,95 % par rapport à 2016 (Seine-Maritime : +0,35 %, France hors Mayotte : +2,11 %).
| 1846  | 1851  | 1856  | 1861  | 1866  | 1872  | 1876  | 1881  | 1886  |
| ----- | ----- | ----- | ----- | ----- | ----- | ----- | ----- | ----- |
| 1 412 | 1 406 | 1 249 | 1 572 | 1 693 | 1 715 | 1 722 | 1 669 | 1 707 |

| 1891  | 1896  | 1901  | 1906  | 1911  | 1921  | 1926  | 1931  | 1936  |
| ----- | ----- | ----- | ----- | ----- | ----- | ----- | ----- | ----- |
| 1 789 | 1 749 | 1 781 | 1 856 | 1 852 | 1 798 | 1 818 | 1 681 | 1 610 |

| 1946  | 1954  | 1962  | 1968  | 1975  | 1982  | 1990  | 1999  | 2004  |
| ----- | ----- | ----- | ----- | ----- | ----- | ----- | ----- | ----- |
| 1 569 | 1 595 | 1 399 | 1 193 | 1 159 | 1 121 | 1 141 | 1 011 | 1 035 |

| 2006  | 2009 | 2014 | 2019 | 2022 | - | - | - | - |
| ----- | ---- | ---- | ---- | ---- | - | - | - | - |
| 1 034 | 947  | 845  | 726  | 701  | - | - | - | - |

### Sports
- Tennis de table : le club US yportaise Tennis de table compte l'équivalent de 10 % de la population en nombre d'adhérents, jouant au niveau national depuis plus de quinze ans et au niveau professionnel en ProB depuis cinq ans[C'est-à-dire ?].

### Manifestations culturelles et festivités
- Retraite aux flambeaux le 13 juillet.
- Fête de la mer et de la peinture le 15 août (messe, bénédiction, procession des ex-voto, exposition de peintures, peintres et sculpteurs dans les rues et sur la plage, vente aux enchères vers 17 h des œuvres effectuées dans la journée).

Les fêtes de la mer 2017
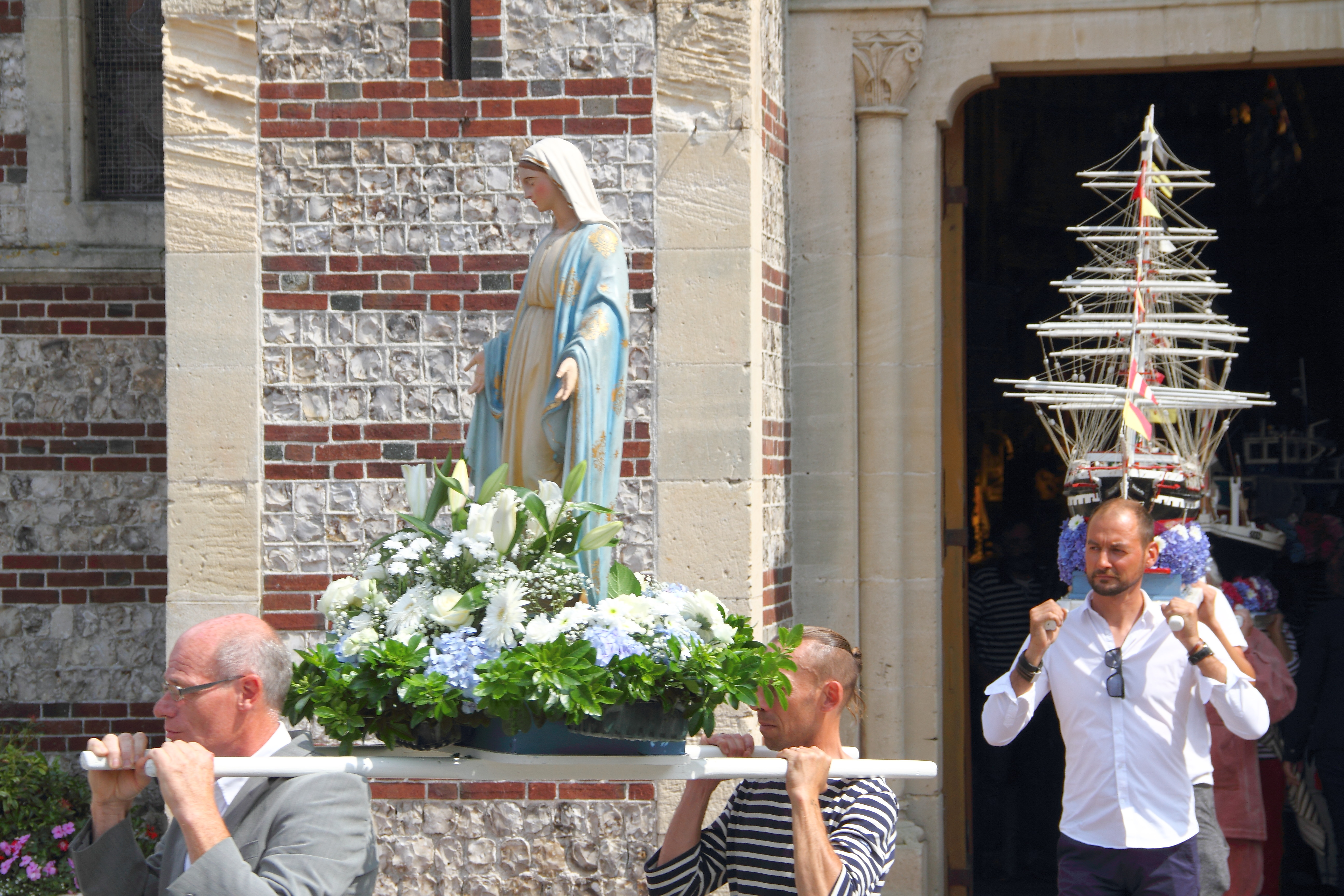
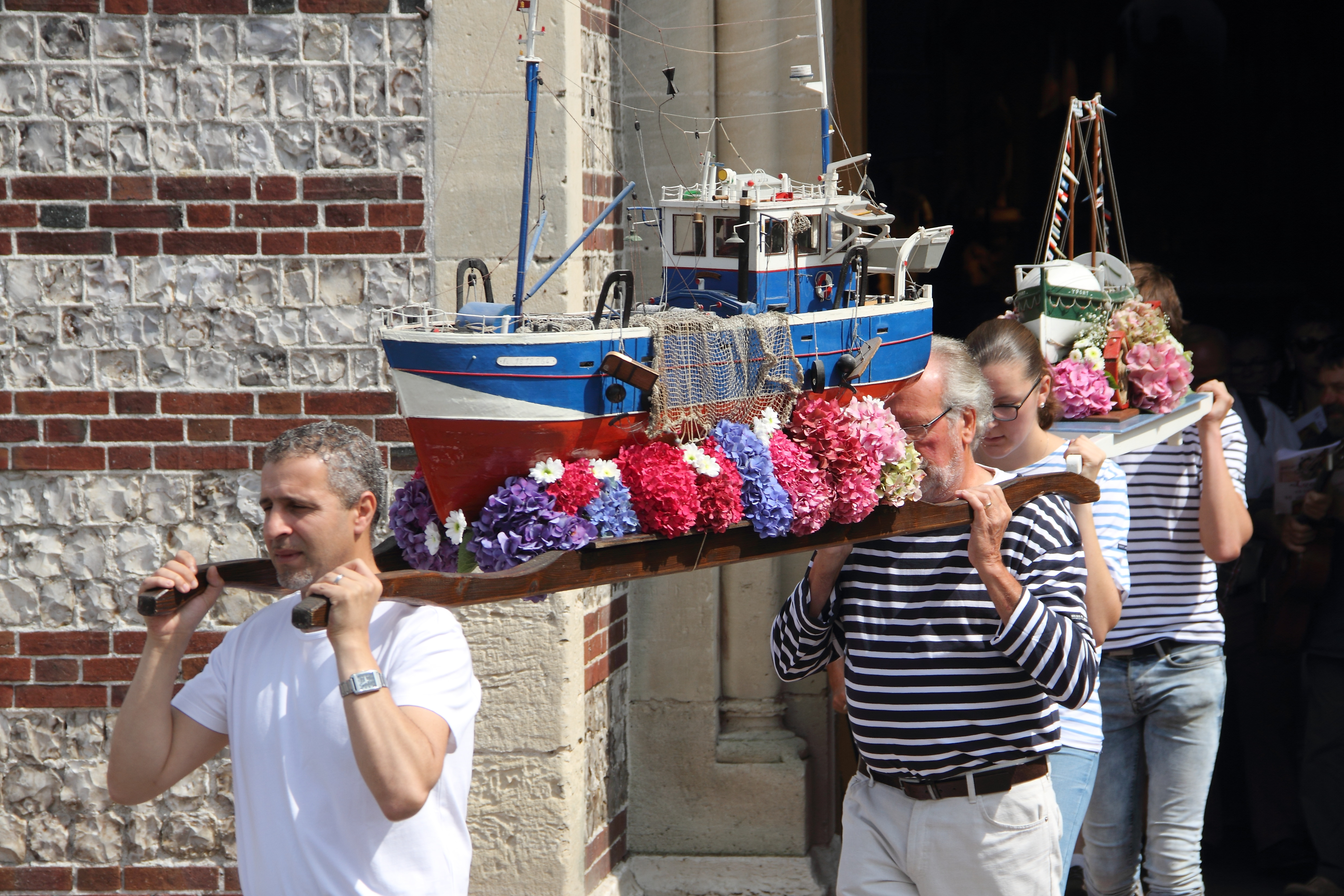
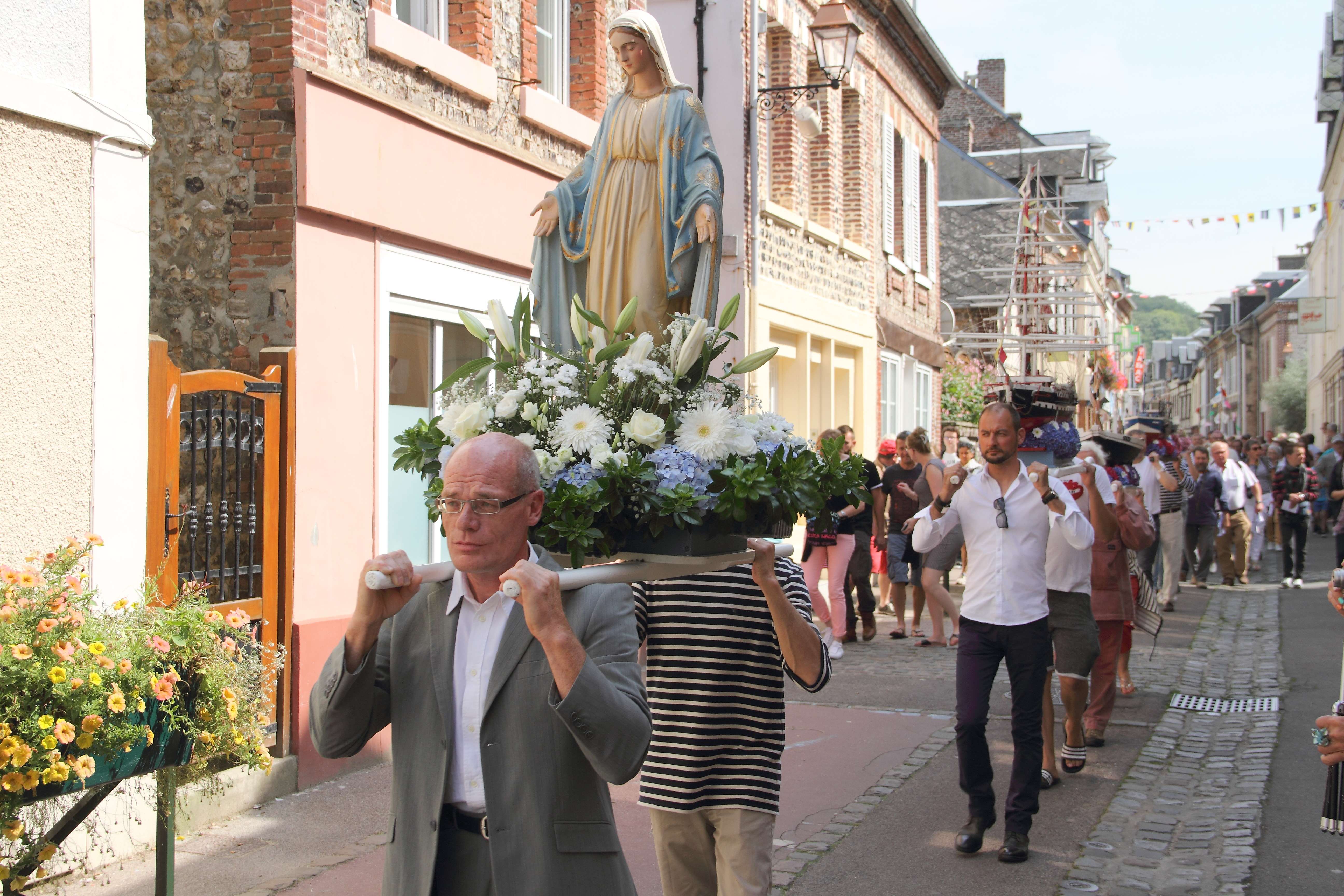
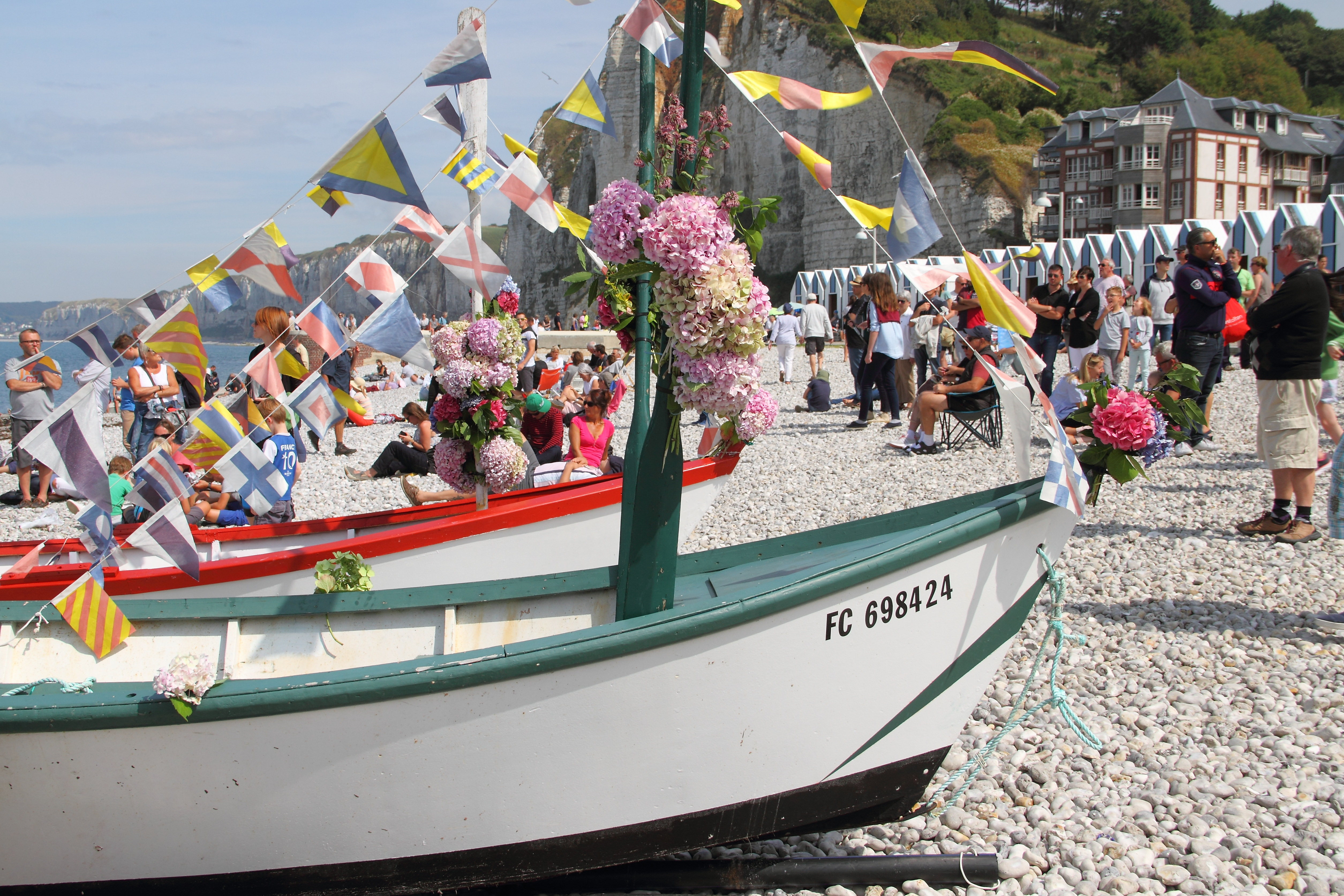
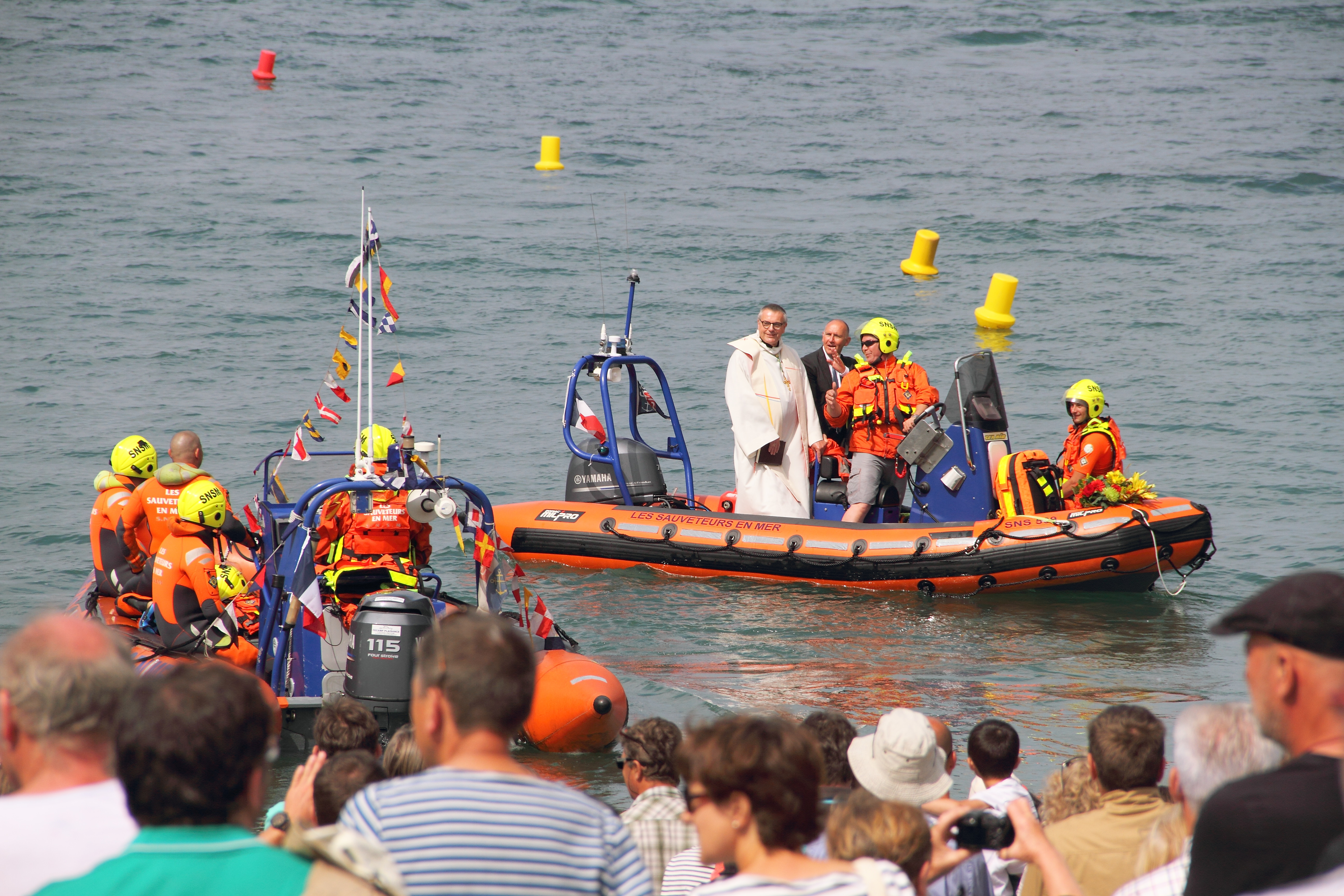

## Économie
Petite station balnéaire, Yport profite du tourisme, mais également des retombées économiques de son casino.

## Culture locale et patrimoine

### Lieux et monuments
- Falaises.
- Plage de galets, plage d'échouage, boutiques sur le front de mer.

La grève et les falaises
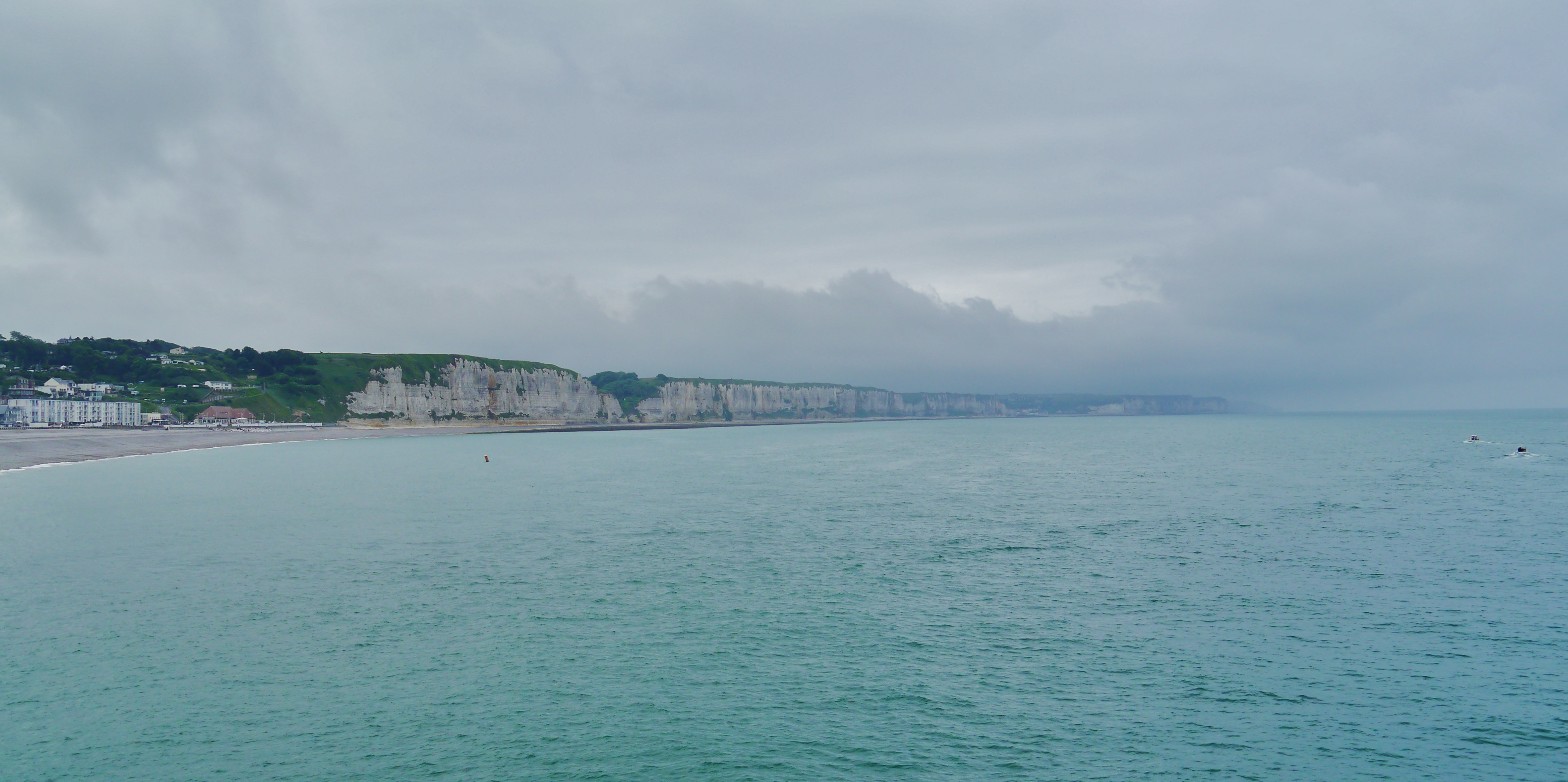
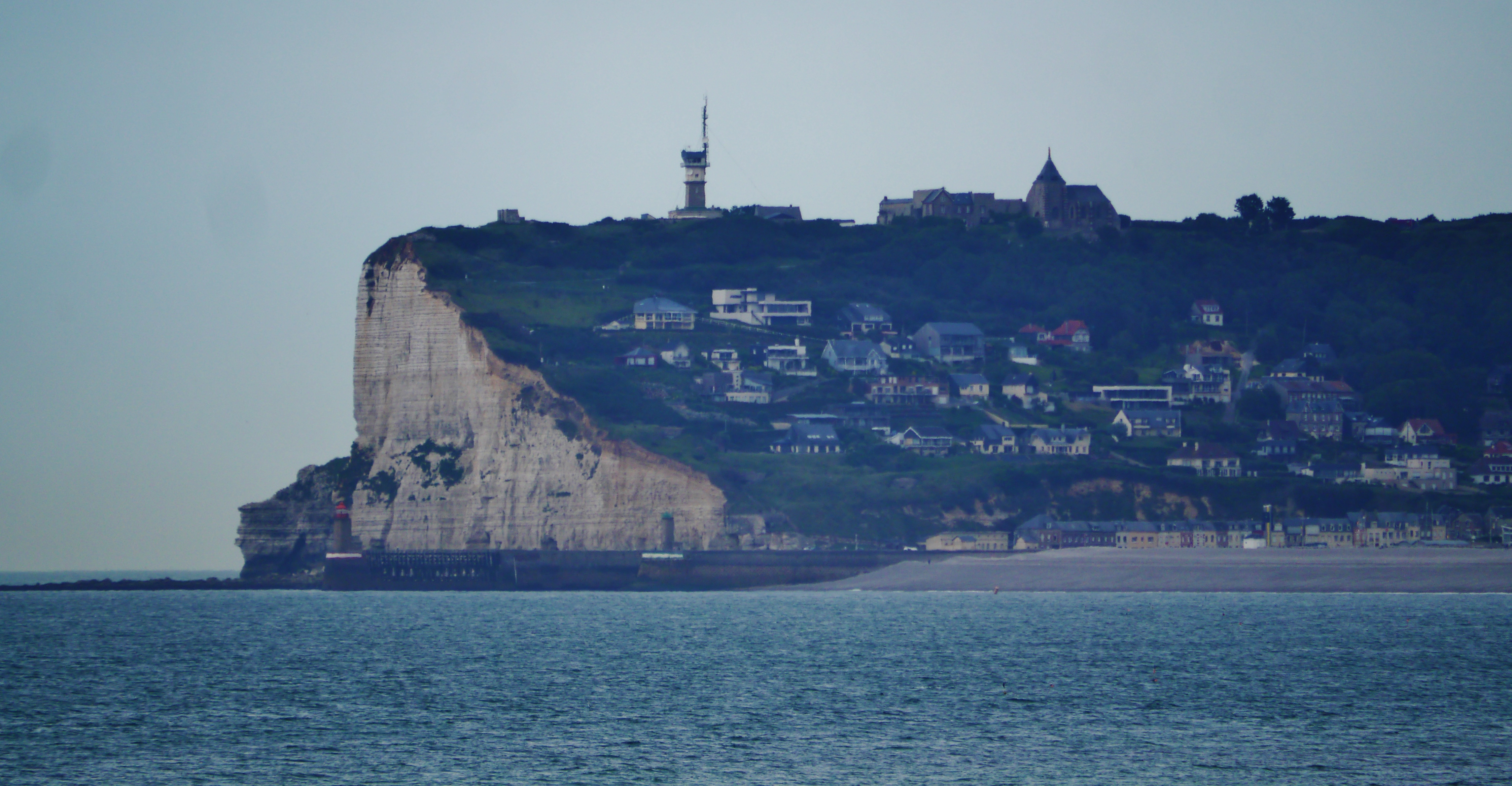
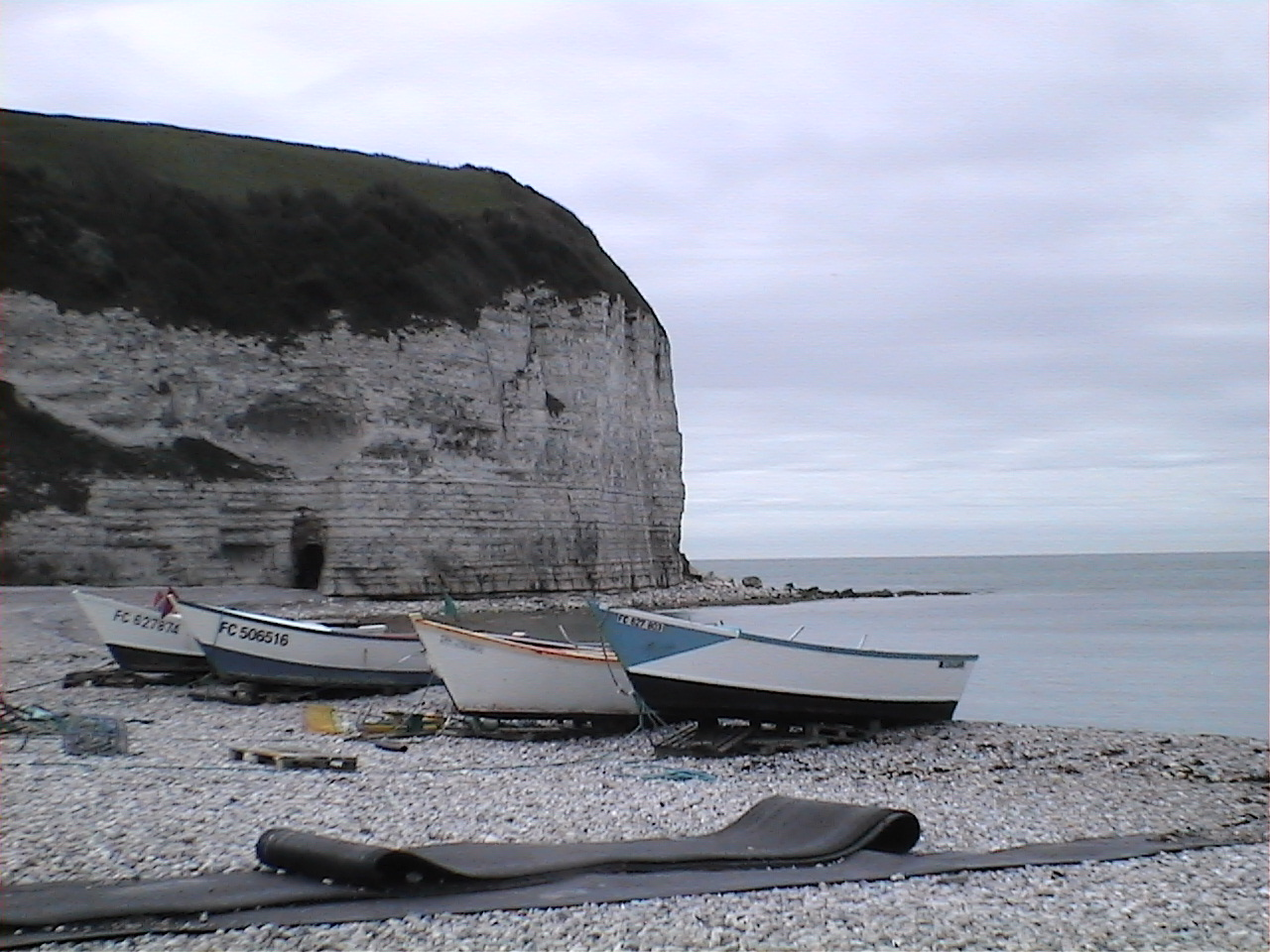
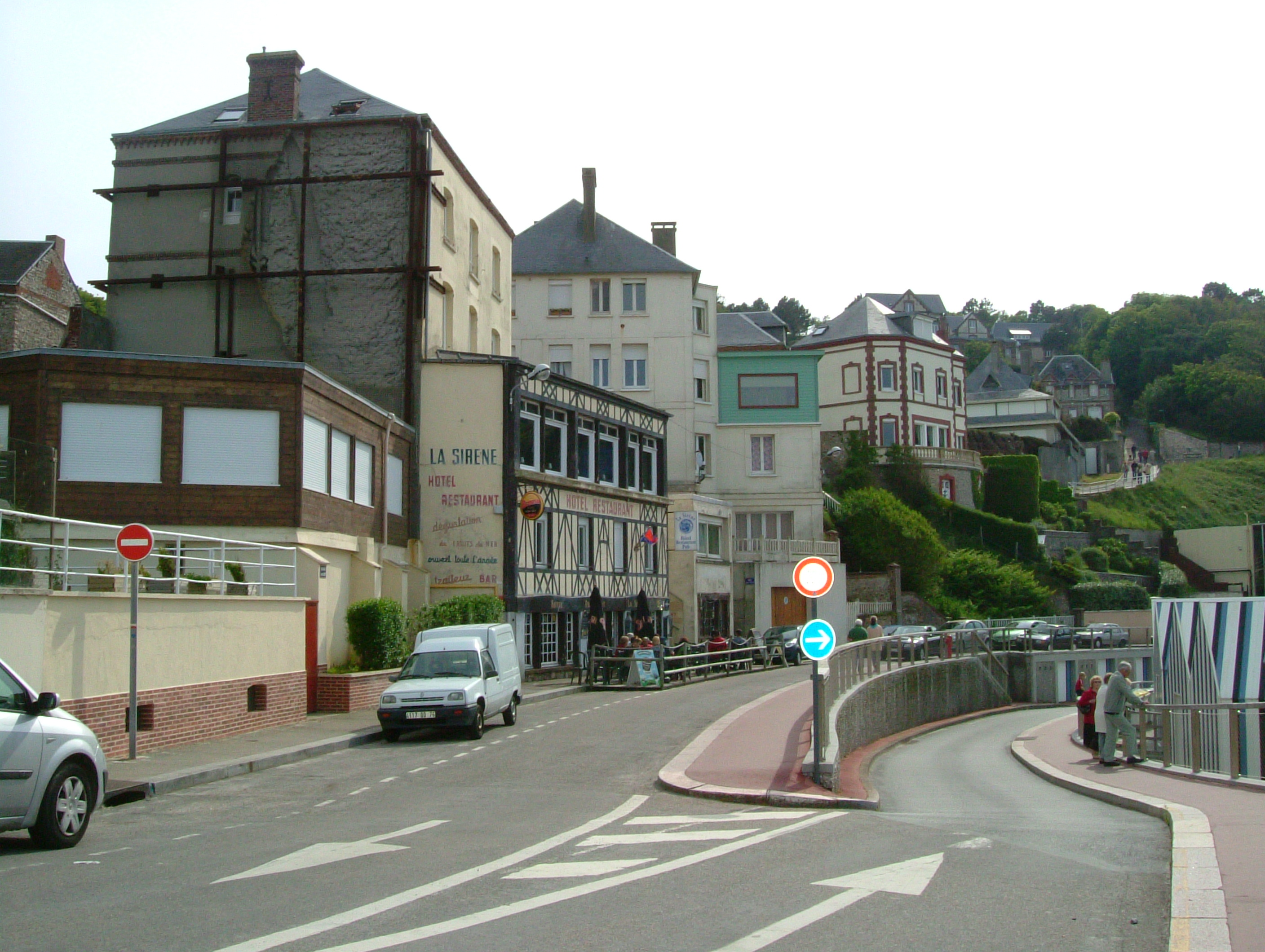
Commerces du front de mer

- Église : construite à partir de 1838, elle ne sera terminée qu'en 1876 après de nombreuses modifications. Ex-voto. La rénovation intérieure est terminée et il est à nouveau possible de la visiter. Chemin de croix peint par Jef Friboulet (vers 1980).

L'église
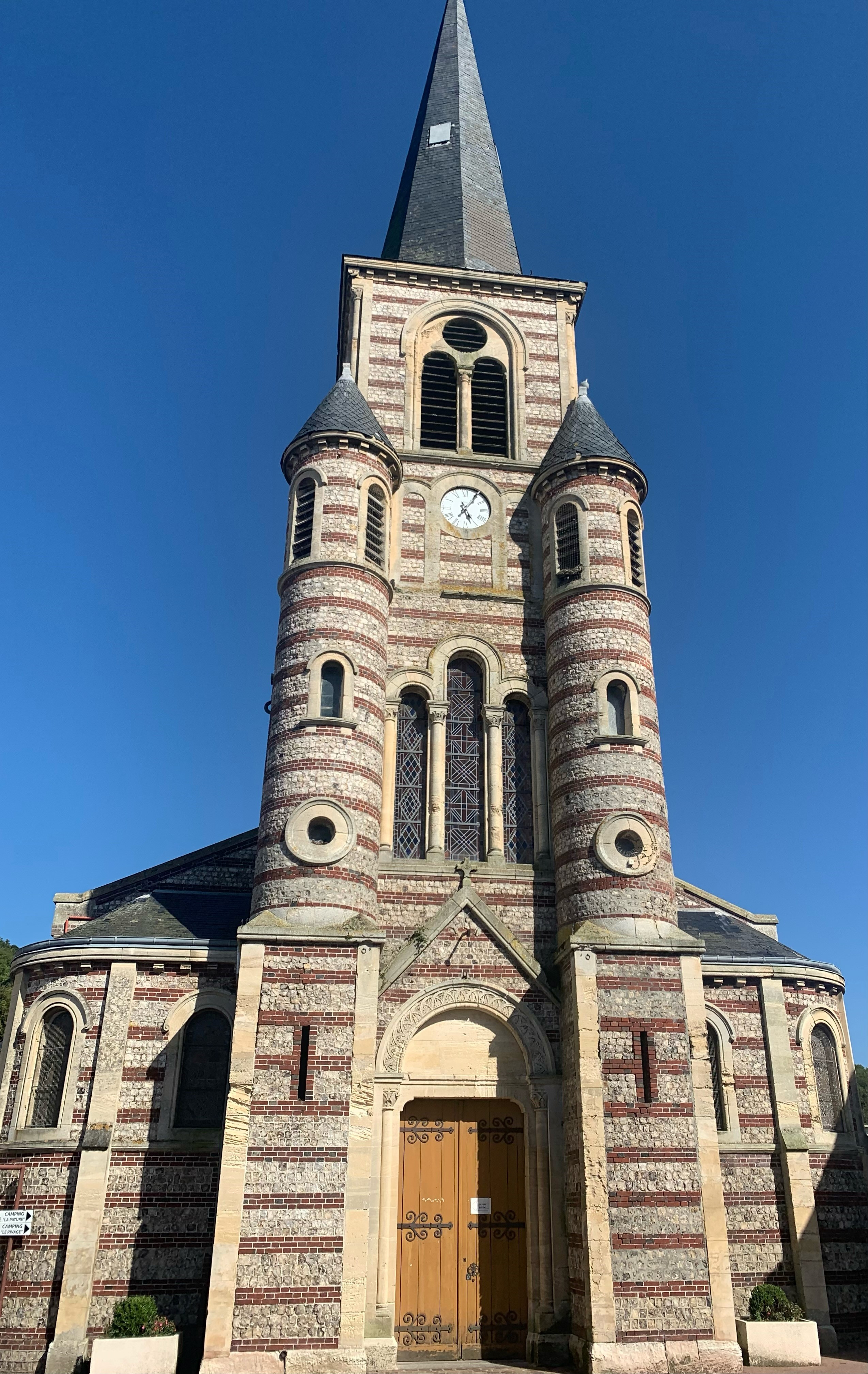
L’église Saint-Martin à Yport
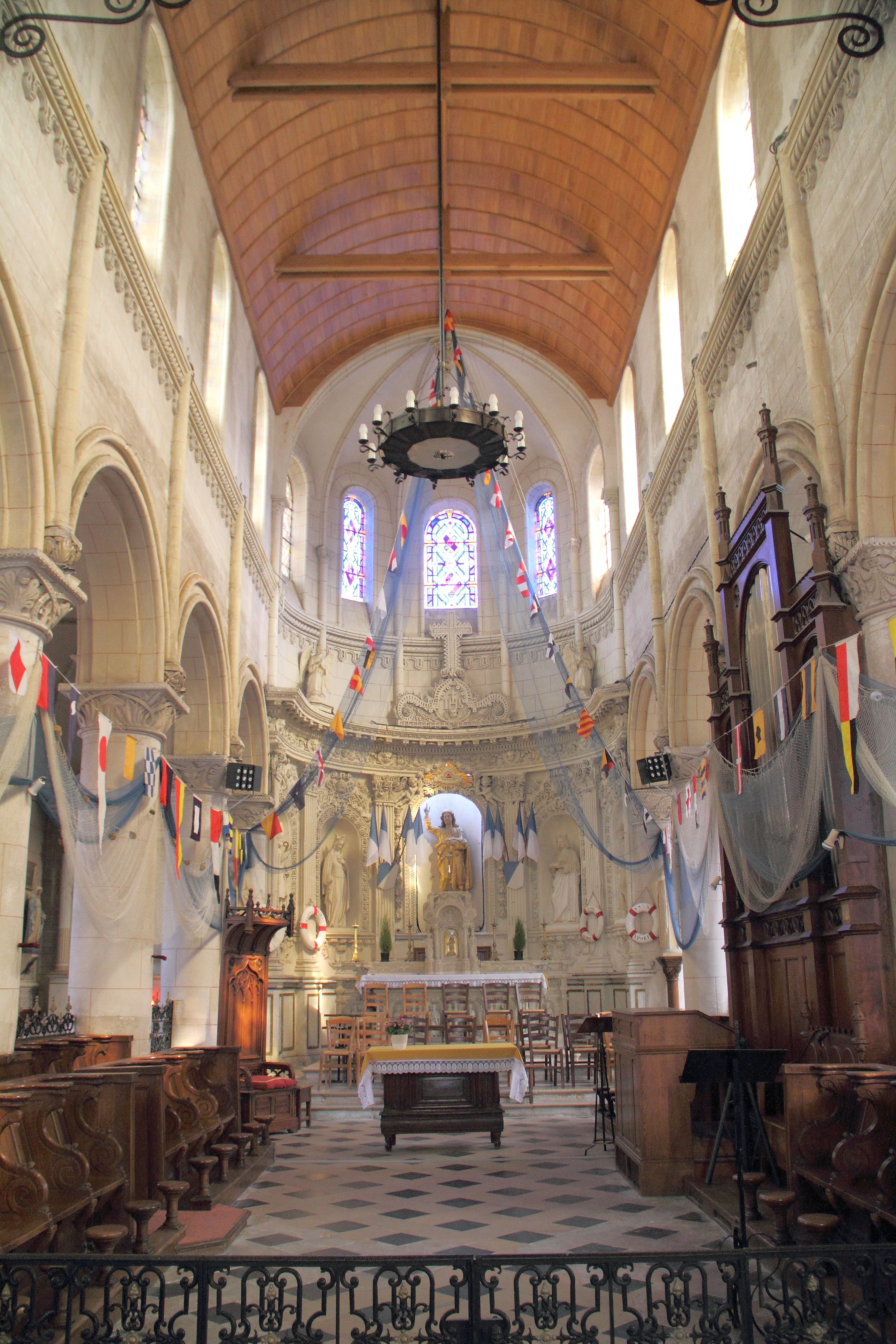
La nef de l'église ependant la fête de la mer 2017
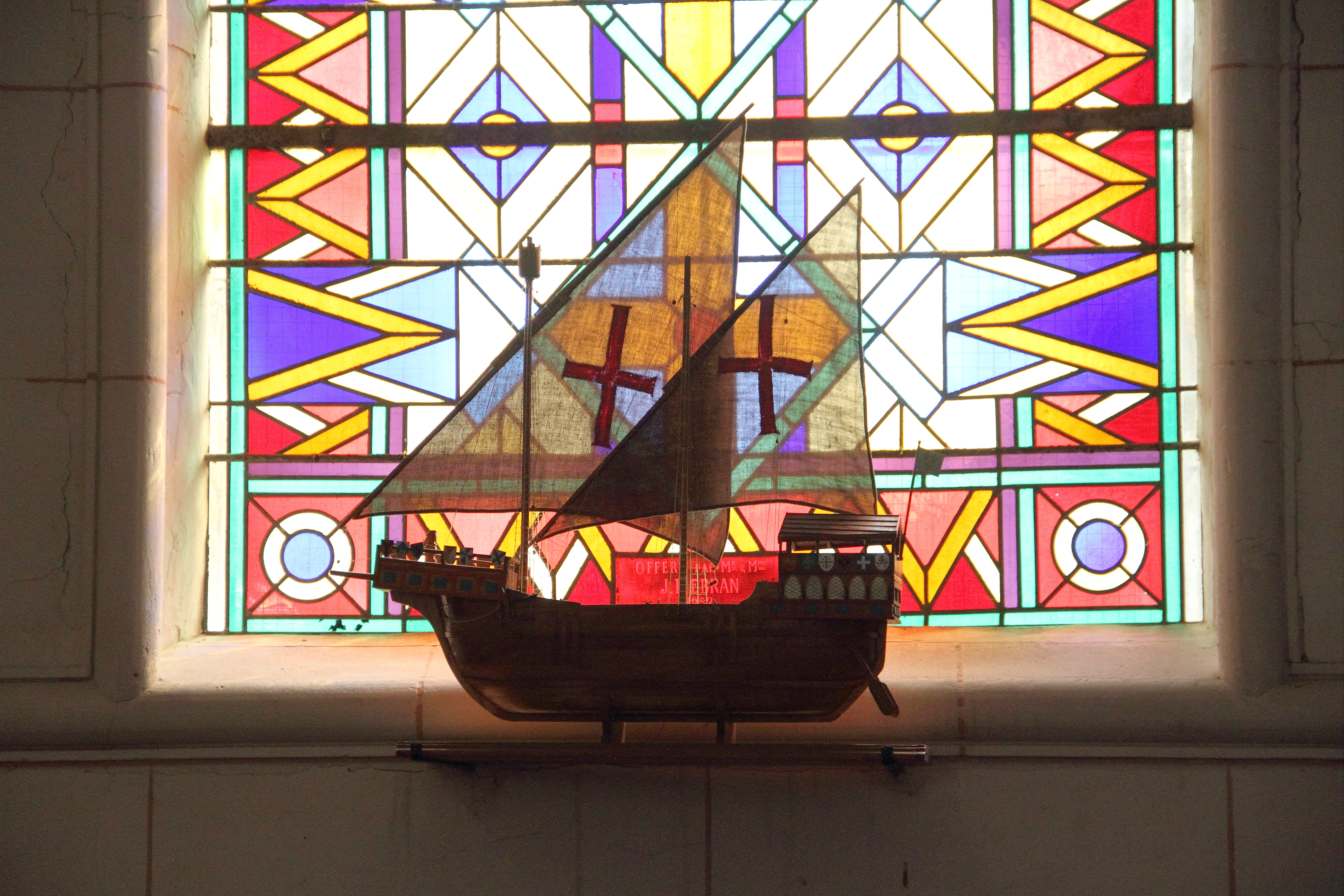
Vitrail et ex-voto
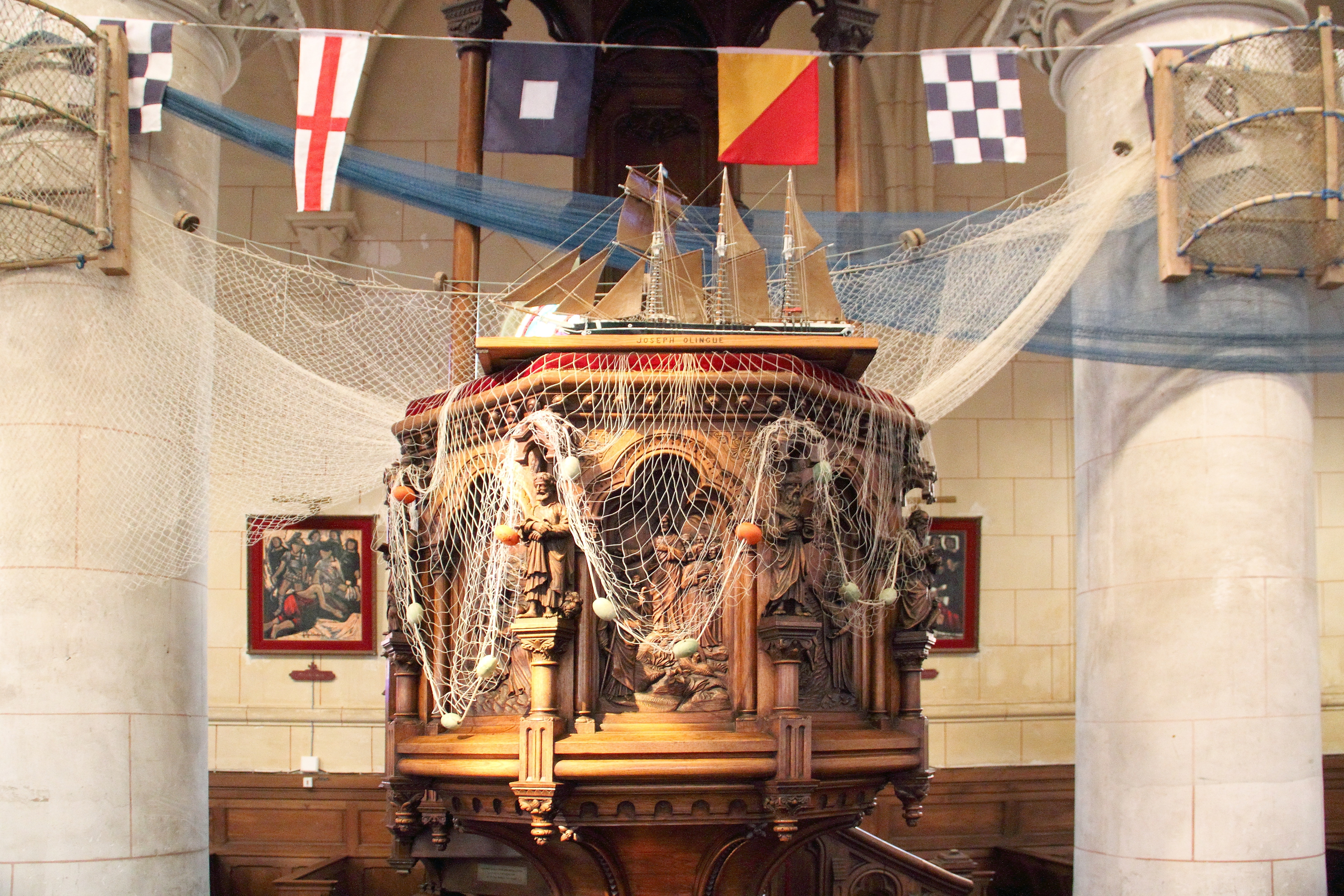

- Casino.
- Le Manoir Laurens de style néo-médiéval éclectique.

### Personnalités liées à la commune
- Jules Diéterle (1811-1889), architecte, décorateur et peintre. Il fait construire en 1863, la villa « Les Charmilles » à Yport. À son décès, la villa est vendue en 1891 au peintre Albert Fourié.
- Jean-Paul Laurens (1838 - 1921), peintre, membre de l'Institut. En 1872, il achète à Yport une ancienne corderie qu'il fait transformer, le «Manoir Laurens». Il y travaille notamment son grand tableau pour le Panthéon à Paris : La Mort de sainte Geneviève. Une place de la ville porte son nom. Sa belle-fille est Yvonne Diéterle (1882-1974), petite-fille de Jules Diéterle.
- Paul-Alfred Colin (1838-1916), peintre de paysages et de marines, ancien prix de Rome, professeur de dessin à l'École Polytechnique, fils du 2e mariage d'Alexandre Colin (1798-1875). Il fait construire à Yport, la « Villa Colin ». Sa belle fille est Anne Henriette Émilie Diéterle (1876-1961), petite-fille de Jules Diéterle[36].
- Albert Fourié (1854-1937), peintre, a peint un Repas de noces à Yport en 1886.
- Henry E. Burel (1883-1967), peintre, est venu peindre à Yport (dont une toile Marine à Yport - Barques de pêche, 1947, conservée au Musée des Pêcheries de Fécamp.
- Jef Friboulet (1919-2003), peintre, a vécu et est décédé dans la commune.
- Maurice Boitel (1919-2007), peintre, est venu peindre à Yport dans les années 1970.
- Jean Recher (1924-2005), capitaine de grande pêche et auteur du Grand Métier dont la famille est originaire d'Yport.

### Yport dans les arts
Littérature
- Yport est le lieu où se passe l'action du roman Une Vie, de Guy de Maupassant
- Frédéric H. Fajardie, Un soir d'hiver à Yport (in Chrysalide des villes, Ed. Manitoba)[37]
- Georges Simenon, Maigret et la vieille dame (Ed. LGF)[37]
- Pierre Guyaut-Genon, Le Rivage des égarés[38]
- Yport sert de cadre à l'intrigue policière du roman N'oublier jamais de Michel Bussi, paru en 2014.
- Aristide Frémine, Un bénédictin (Ed. Cahiers culturels de la Manche)[37]

Peinture

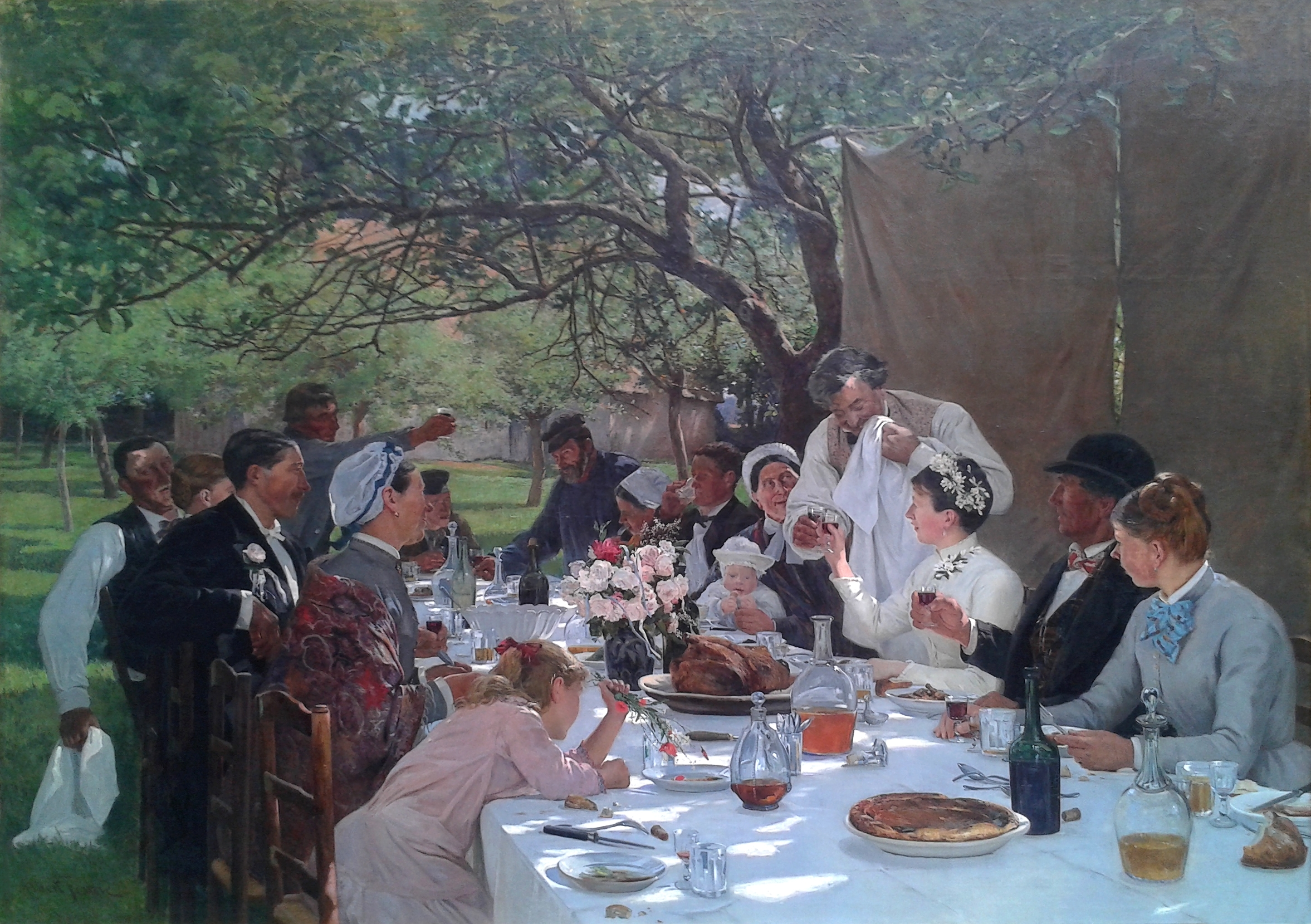
Albert Fourié  : Un Repas de noces à Yport (1887) - Musée des beaux-arts de Rouen.
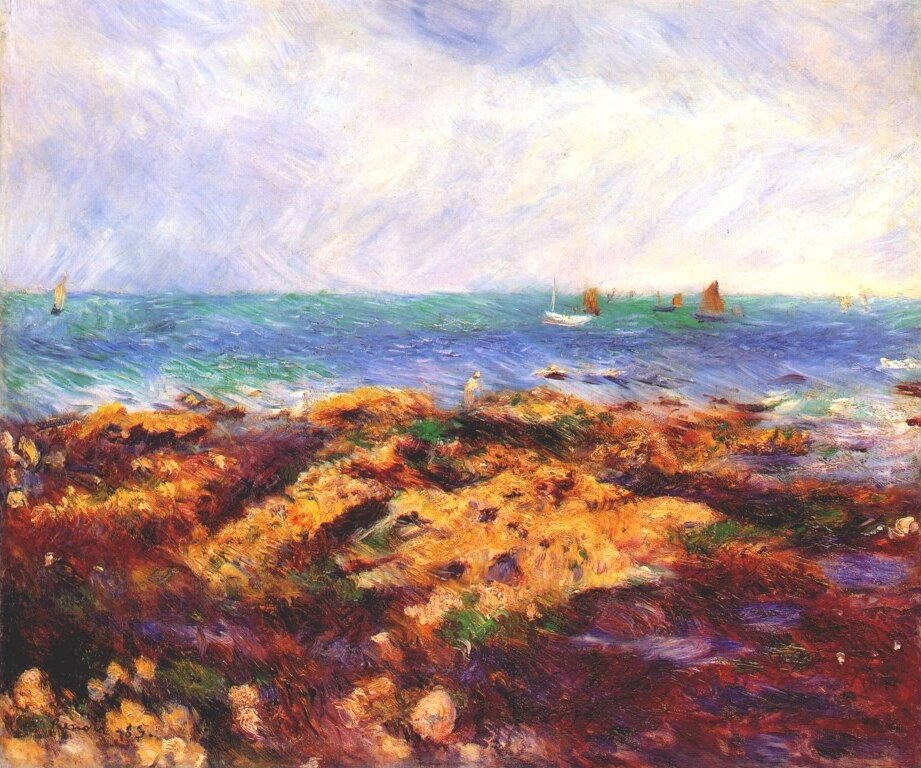
Pierre-Auguste Renoir (1883) : Marée basse à Yport - Musée de l'Hermitage
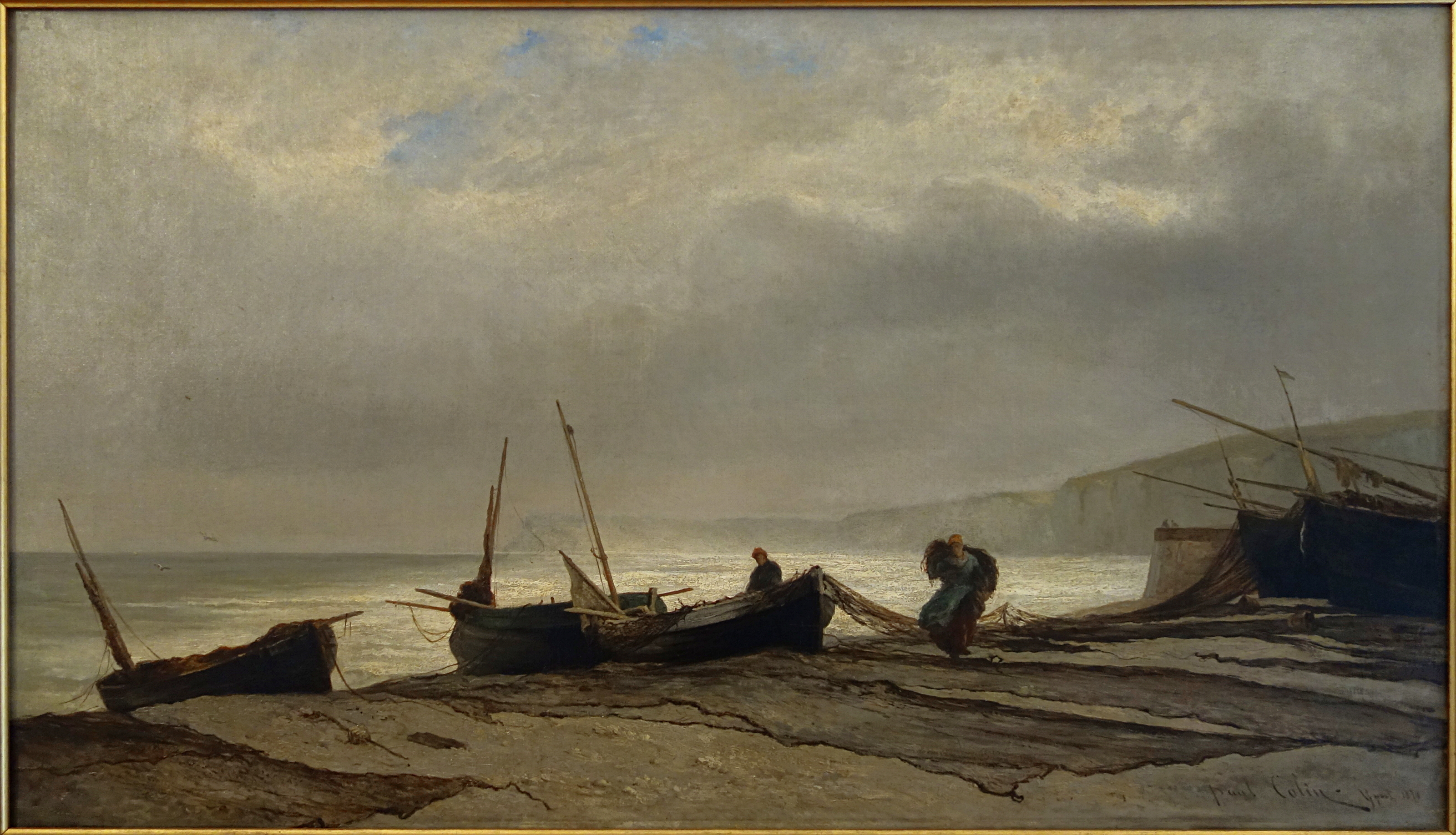
Paul-Alfred Colin (1871) : La Plage d'Yport
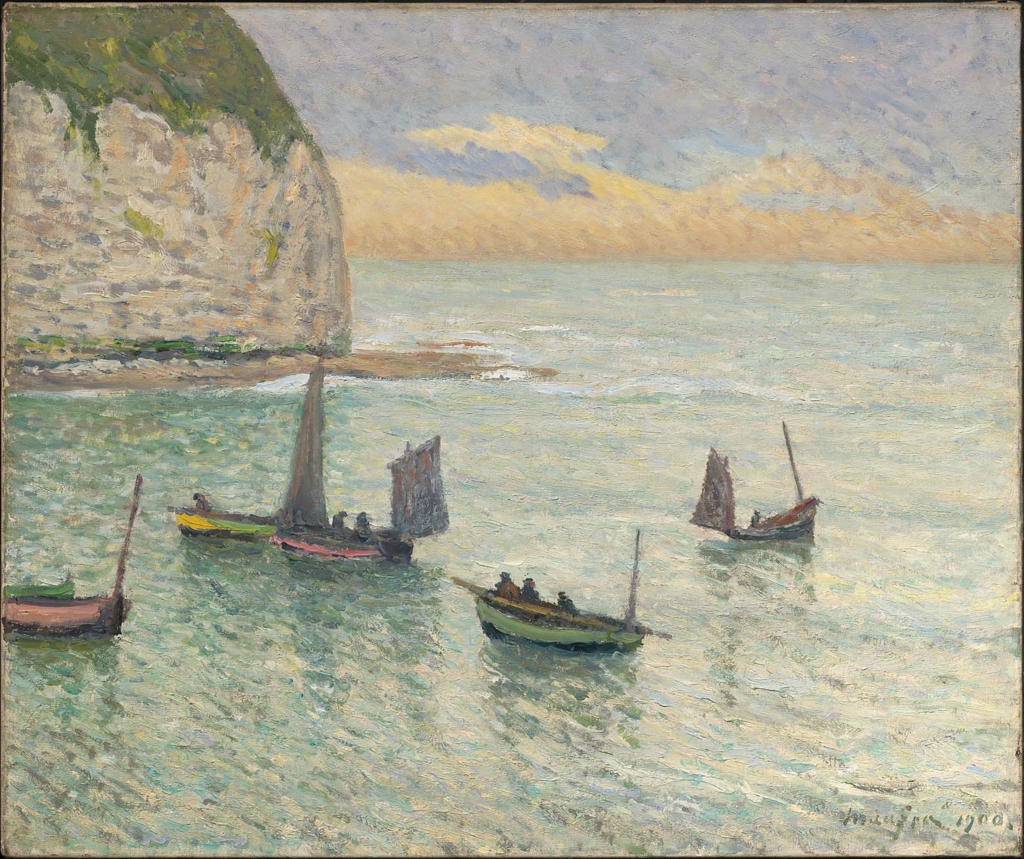
Départ des bateaux de pêche à Yport Maxime Maufra, 1900 Musée des Beaux-Arts (Boston)
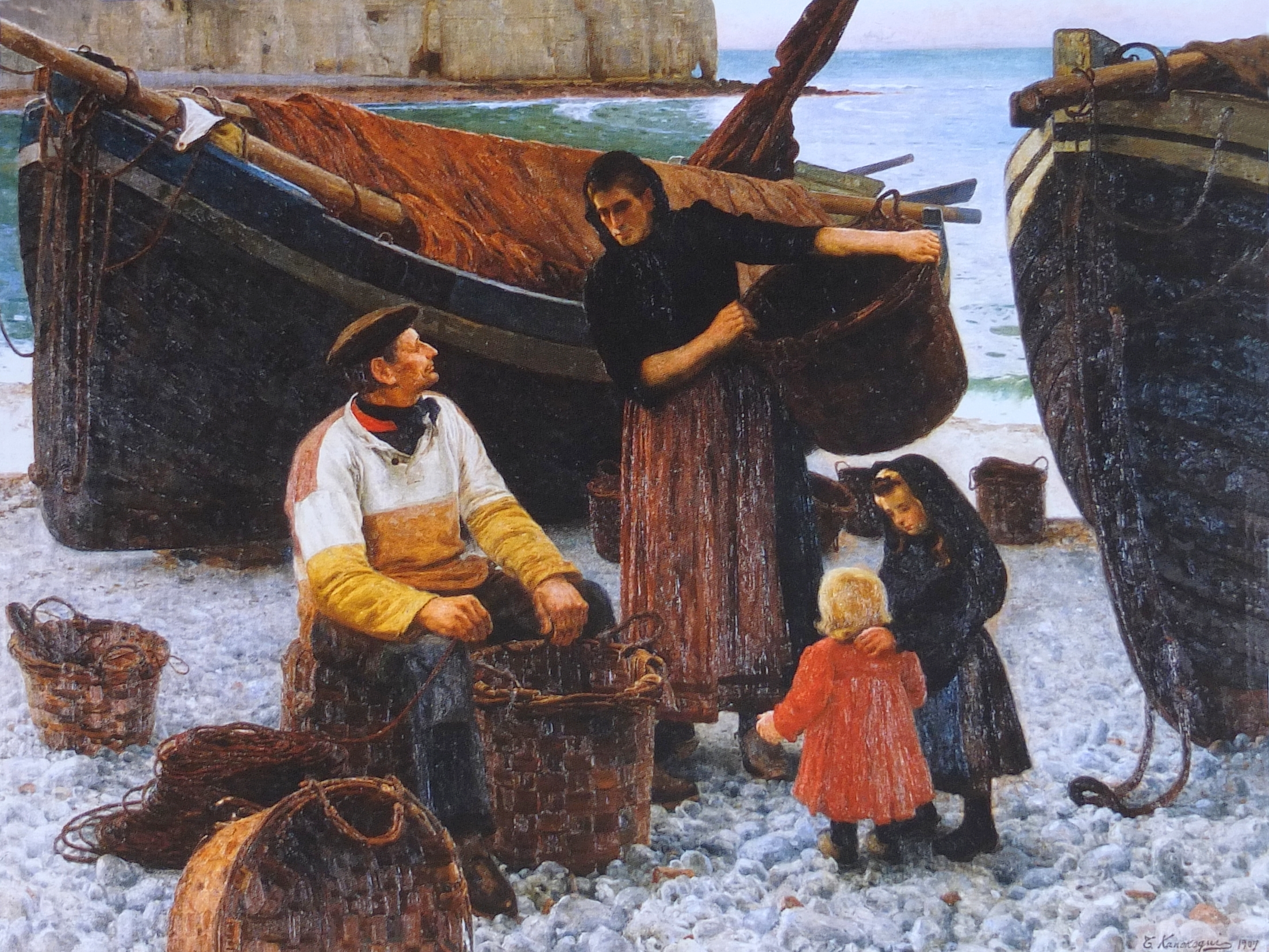
Takeshirō Kanokogi (1907) : 'Plage en Normandie(Yport)

### Héraldique
| Armes de Yport | Les armes de la commune de Yport se blasonnent ainsi : Tiercé en pairle, au 1er d'azur à la nef habillée d'argent, aux 2e et 3e d'or à trois peupliers coupés de sinople, rangés en bande au 2e et en barre au 3e ; au pairle alésé de sable brochant sur la partition ; le tout sommé d'un chef tiercé en pal, au I de gueules à la grenouille assise, contournée, d'argent, au II burelé d'argent et de gueules, au lion de sable brochant, au III de gueules à trois marteaux d'or. |

## Pour approfondir